# Vuelo 5390 de British Airways
El 10 de junio de 1990, el vuelo 5390 de British Airways, un BAC 1-11, que despegaría desde Birmingham, Reino Unido con destino a Málaga, España sufrió el desprendimiento del parabrisas izquierdo a unos 5000 m de altitud, succionando al capitán, que se quedó enganchado por las piernas en los mandos del aparato. A bordo se encontraban 81 pasajeros y 6 tripulantes. Pese al incidente, el avión pudo aterrizar con éxito y el capitán sobrevivió.

## Aeronave y tripulación
The County of South Glamorgan era un avión de pasajeros BAC One-Eleven Serie 528FL, registrado como G-BJRT. El avión voló por primera vez el 8 de febrero de 1971 y fue entregado a Bavaria Fluggesellschaft el 26 de febrero de 1971. Más tarde fue transferido a Bavaria Germanair en 1977, Hapag-Lloyd Flug en 1979, British Caledonian en 1981, y finalmente a British Airways en 1988. El capitán era Timothy "Tim" Lancaster, de 42 años, que había registrado 11 050 horas de vuelo, incluidas 1075 horas en el BAC One-Eleven; el primer Oficial era Alastair Atchison, de 39 años, con 7500 horas de vuelo, 1100 de ellas en el BAC One-Eleven. El avión también transportaba a cuatro tripulantes de cabina y 81 pasajeros.

## Incidente
El capitán Tim Lancaster y el primer oficial Alistair Atchison comandaban la aeronave. A las 7:20, hora local, el 1-11 despegó de Birmingham. Trece minutos después de despegar, el vuelo 5390 alcanzó los 5000 m (16000 ft) de altura.
Durante el ascenso, al alcanzar una altitud de 5300 m, el servicio de comida comenzaba a despacharse cuando el parabrisas del lado del capitán se desprendió. La diferencia de presión estática justo antes del incidente era de unos 22 kPa (76 kPa en el interior y 54 kPa en el exterior). Teniendo en cuenta que la presión ejercida por el aire en movimiento sobre el parabrisas inclinado unos 40° respecto del vector de desplazamiento, a una velocidad de unos 300 kn y con una densidad de 0,72 kg/m³ (aproximadamente -20 °C con una presión exterior de 54 kPa) reducía esta diferencia de presión en 5 kPa, la diferencia de presión total sobre el parabrisas era de unos 17 kPa justo antes del incidente. Esto es el equivalente a distribuir en la superficie del parabrisas en disposición horizontal respecto del suelo una masa de unos 430 kg (suponiendo que el parabrisas tiene una superficie total de 0,25 m²), el equivalente al peso de un caballo adulto. 
Esta fuerza total de unos 4200 N actuaba en sentido dentro-fuera (por debajo de 2900 m de altura el sentido es opuesto debido a que la diferencia de presión estática no compensa la presión del aire sobre el parabrisas debido a la velocidad del avión). La máxima diferencia de presión a la que el avión somete al parabrisas es, a altitud y velocidad de crucero, de unos 47 kPa (el equivalente al peso de unos 1200 kg distribuidos uniformemente sobre el parabrisas en disposición horizontal respecto al suelo), por lo que la resistencia a la tracción de la fijación del parabrisas estuvo significativamente lejos de lo que debería tolerar con normalidad (que debería ser cuatro veces la presión diferencial con la que se produjo el desprendimiento). 
Tras la pérdida del parabrisas, ocurrió una descompresión descontrolada (de una duración aproximada de 1,3 s) que succionó al capitán hacia afuera y lo dejó atascado en el agujero de la cabina de mando. Durante unos segundos, la cabina se llenó de una densa niebla como consecuencia de la sobresaturación del aire al no poder retener su vapor de agua con la reducción casi instantánea de la presión en cabina. Miembros de la tripulación (Nigel Ogden y John Heward, luego ayudados por Simon Rogers) sostuvieron a Lancaster tomándolo de sus piernas, mientras el primer oficial Atchison tomaba los controles del avión.
Lancaster luego contó cómo sintió que el parabrisas se desprendía, se alejaba hacia adelante y desaparecía, mientras él era succionado fuera del avión, y ya fuera quedó recostado en el techo del aparato y alcanzó a ver la cola y los motores girando antes de perder el conocimiento. Sus piernas estaban atascadas hacia adelante, desconectando el piloto automático, enviando el avión a una velocidad de casi 650 kilómetros por hora a través de algunos de los cielos más congestionados del mundo.
Atchison envió inmediatamente un Mayday al control de tráfico aéreo, y quiso aterrizar en el aeropuerto de Londres-Gatwick, pero la torre le dijo que lo hiciese en Southampton, que se encuentra más cerca. El primer oficial logró aterrizar el avión con éxito en Southampton, sin mayor inconveniente para el resto de la tripulación ni para ninguno de los pasajeros. Increíblemente, Lancaster sobrevivió, aunque sufrió varias fracturas y congelamiento después de estar expuesto a vientos de más de 600 kilómetros por hora y temperaturas cercanas a los -17 °C durante más de 22 minutos. Se recuperó en sólo unas semanas, y una vez recuperado (sólo cinco meses después) continuó trabajando como piloto.

## Investigación
Posteriormente se descubrió que el personal de mantenimiento cambió el parabrisas y al colocar el nuevo decidió cambiar los tornillos por unos nuevos también, pero éstos (tanto los nuevos como los que ya tenía puestos consecuencia de una revisión cuatro años antes) resultaron ser del calibre correcto pero 2,5 mm más cortos (A211-7D) y otros de longitud correcta pero de calibre 0,65 mm inferior (A211-8C) a los especificados por el fabricante (A211-8D) para un BAC 1-11. El operario que realizó la sustitución se limitó a poner los mismos tornillos asumiendo incorrectamente que los que tenía puestos eran los adecuados. En este nuevo cambio, además, no se respetó el torque especificado. Pero dadas las condiciones de trabajo (era de madrugada, estaba oscuro y hacia frío en el taller), al técnico que realizó la reparación no le fue posible notar la diferencia. El parabrisas fue encontrado luego con algunos tornillos aún en él, lo que permitió la comparación con los tornillos anteriores, que el técnico había alcanzado a rescatar de la basura antes de que se la llevaran.

## Premios
El primer oficial Alastair Stuart Atchison y los miembros de la tripulación de cabina Susan Gibbins y Nigel Ogden recibieron el elogio de la Reina por su valioso servicio en el aire. El nombre de Ogden se omitió por error en el suplemento publicado.
Atchison recibió el Premio Polaris en 1992 por su habilidad y heroísmo.

## Después del accidente
La aeronave fue reparada y devuelta al servicio, y finalmente se vendió a Jaro International en 1993. Continuó operando con ellos hasta que Jaro dejó de operar en 2001, y la aeronave fue desguazada en 2006, luego de 35 años y un mes de servicio.
Tim Lancaster volvió a trabajar después de menos de cinco meses. Se retiró de British Airways en 2003 y voló con EasyJet hasta que se retiró del pilotaje comercial en 2008.
Alastair Atchison se retiró de British Airways poco después del incidente y se unió a Jet2. Permaneció volando hasta que realizó su último vuelo comercial en un Boeing 737-33A (matrícula: G-CELE) de Alicante a Mánchester el 28 de junio de 2015 cuando cumplió 65 años.

## Filmografía
Este accidente fue plasmado en el primer episodio de la segunda temporada de Mayday: Catástrofes aéreas, titulado "Explosión en la cabina", transmitido en National Geographic Channel.